# Knud Vesterskov
Knud Vesterskov er en dansk filminstruktør. Han har en lang række af prisvindene eksperimentalfilm i bagkataloget. Han har desuden medvirket i en mindre rolle i Pusher 2. Samt at han spillede fængselsbetjenten der slog Björk ihjel i Dancer in the Dark.

## Filmografi
- Bøssehuset live (1988)
- Johnny (1988)
- Hov! (famous last words) (1989)
- A motherly peepshow (1989)
- The nightride (1989)
- Miss Lola (1990)
- Scratch ¿ Danske videoeksperimenter 2
- Prayers To Broken Stone (1990)
- Other traces (1991)
- Lovers in limbo (1991)
- Jeg kommer igen i morgen (aka: I'll Be Back Tomorrow) (1992)
- Shooting script - a transatlantic love story (1992)
- The tattooed sheep (1992)
- By the dawn's early light (1993)
- Urban dissonance (1993)
- Nazinigger (1994)
- Stjålne blikke (aka: Stolen Glimpses) (1996)
- Geek - Nyc's secret sideshow (1997)
- The mulatto (1998)
- Constance (1998)
- HotMen CoolBoyz (2000)